# 진 리스

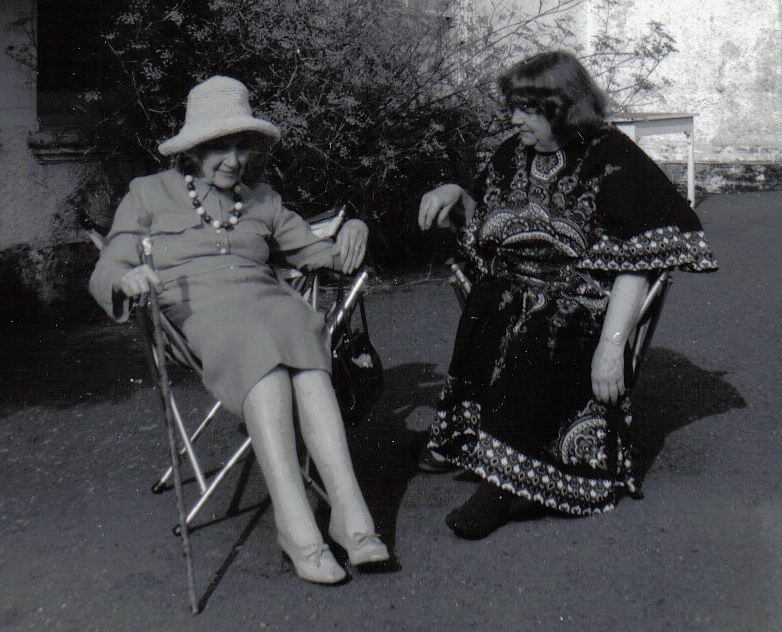

진 리스(Jean Rhys, 1890년 8월 24일 ~ 1979년 5월 14일)는 도미니카의 소설가이다. 그녀는 샬롯 브론테의 소설 '제인 에어'의 속편 '광막한 사르가소 바다'의 저자로 유명하다.